# Тренер године Еврокупа у кошарци
Тренер године Еврокупа (енгл. EuroCup Coach of the Year) годишња је награда коју додељује Еврокуп у кошарци. Награда је установљена у сезони 2008/09, а до сада су једини двоструки добитници били Аито Гарсија Ренесес и Педро Мартинез. Само два пута се десило да је добитник награде уједно био и тренер клуба који је освојио Еврокуп у тој сезони.

## Досадашњи добитници
| Сезона   | Тренер                   | Клуб                    | Изв.  |
| -------- | ------------------------ | ----------------------- | ----- |
| 2008/09. | Октај Махмути            | Тревизо                 |       |
| 2009/10. | Илијас Зурос             | Панелиниос              |       |
| 2010/11. | Александар Петровић      | Цедевита                |       |
| 2011/12. | Јуре Здовц               | Спартак Санкт Петербург |       |
| 2012/13. | Фоцис Кацикарис          | Билбао                  |       |
| 2013/14. | Андреа Тринкијери        | УНИКС Казањ             |       |
| 2014/15. | Аито Гарсија Ренесес     | Гран Канарија           |       |
| 2015/16. | Маурицио Бускаља         | Аквила баскет Тренто    |       |
| 2016/17. | Педро Мартинез           | Валенсија               |       |
| 2017/18. | Саша Обрадовић           | Локомотива Кубањ        |       |
| 2018/19. | Аито Гарсија Ренесес (2) | АЛБА Берлин             |       |
| 2019/20. | Награда није додељена.   | Награда није додељена.  | [ 1 ] |
| 2020/21. | Звездан Митровић         | Монако                  | [ 2 ] |
| 2021/22. | Душан Алимпијевић        | Бурсаспор               | [ 3 ] |
| 2022/23. | Ердем Џан                | Турк Телеком            | [ 4 ] |
| 2023/24. | Туомас Исало             | Париз                   | [ 5 ] |
| 2024/25. | Педро Мартинез (2)       | Валенсија (2)           | [ 6 ] |

## Број изабраних тренера по клубовима
| Клуб                    | Број изабраних тренера |
| ----------------------- | ---------------------- |
| Валенсија               | 2                      |
| Аквила баскет Тренто    | 1                      |
| АЛБА Берлин             | 1                      |
| Билбао                  | 1                      |
| Бурсаспор               | 1                      |
| Гран Канарија           | 1                      |
| Локомотива Кубањ        | 1                      |
| Монако                  | 1                      |
| Панелиниос              | 1                      |
| Париз                   | 1                      |
| Спартак Санкт Петербург | 1                      |
| Тревизо                 | 1                      |
| Турк Телеком            | 1                      |
| УНИКС Казањ             | 1                      |
| Цедевита                | 1                      |